# Libor Wälzer
Libor Wälzer (* 8. Dezember 1975 in Sokolov) ist ein tschechischer Gewichtheber.

## Karriere
Wälzer nahm 1999 erstmals an Europameisterschaften teil und erreichte in der Klasse bis 105 kg den elften Platz. 2006 war er bei den Europameisterschaften Fünfter im Reißen, hatte jedoch im Stoßen keinen gültigen Versuch. Bei den Europameisterschaften 2007 wurde er Zehnter und bei den Europameisterschaften 2008 Neunter. Im selben Jahr nahm er an den Olympischen Spielen in Peking teil und belegte den 15. Platz. Nach mehreren WM-Teilnahmen erreichte Wälzer bei den Weltmeisterschaften 2009 mit Rang zwölf seine beste WM-Platzierung. 2010 war er bei den Europameisterschaften Zehnter. Bei den Weltmeisterschaften 2011 wurde er allerdings bei der Dopingkontrolle positiv auf Methylhexanamin getestet und für zwei Jahre gesperrt.